# Victor Dupré
Victor Dupré (Roanne, 11 de marzo de 1884-Vernay, 7 de junio de 1938) fue un deportista francés que compitió en ciclismo en la modalidad de pista. Ganó una medalla de oro en el Campeonato Mundial de Ciclismo en Pista de 1909, en la prueba de velocidad individual.

## Medallero internacional
| Campeonato Mundial | Campeonato Mundial     | Campeonato Mundial | Campeonato Mundial       |
| Año                | Lugar                  | Medalla            | Competición              |
| ------------------ | ---------------------- | ------------------ | ------------------------ |
| 1909               | Copenhague (Dinamarca) | Medalla de oro     | Velocidad individual (P) |